# Kalmäuser
Kalmäuser ist ein veraltetes Synonym für einen gelehrten Stubenhocker.
Weitere, durchweg pejorative Bedeutungen, wie zum Beispiel Schnorrer, Philister, Spießbürger und so weiter, sind im Wörterbuch der Brüder Grimm nachgewiesen.